# Julián Besteiro
Julián Besteiro Fernández (Madrid, 21 settembre 1870 – Carmona, 27 settembre 1940) è stato un politico spagnolo, deputato alle Corti Generali e Presidente delle Cortes Costituenti della Repubblica spagnola.
Fu anche eletto più volte al consiglio comunale di Madrid. Nello stesso periodo fu professore universitario di filosofia e logica e preside del dipartimento presso l'Università di Madrid. Come massimo esponente dell'ala moderata del Partito Socialista Operaio Spagnolo (PSOE), tentò senza successo di raggiungere un accordo con la fazione nazionalista durante l'ultimo anno della guerra civile. Dopo la sconfitta venne imprigionato dal nuovo regime nazionalista e morì in carcere.

## Gioventù

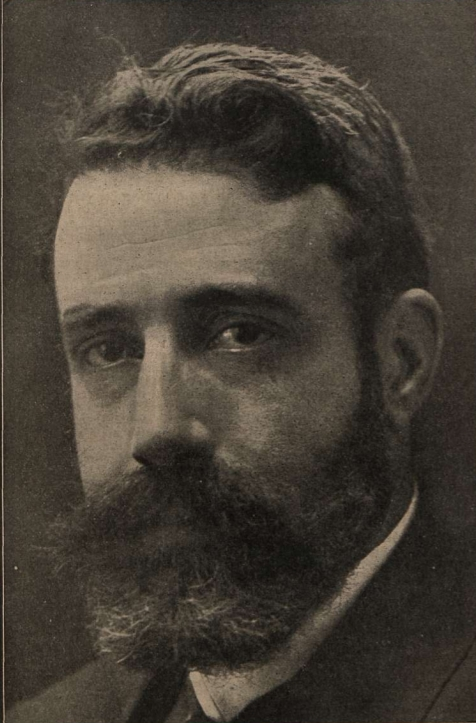
Julián Besteiro nel 1912

Nato a Madrid, studiò presso l'Institución Libre de Enseñanza e alla Facoltà di Filosofia e Lettere dell'Università di Madrid, nonché alla Sorbona nel 1896 e nelle Università di Monaco, Berlino e Lipsia nel 1909-1910. Nel 1908 aderì al Partido Radical (Partito Radicale) fondato da Alejandro Lerroux.
Membro dell'Unione Repubblicana, venne eletto consigliere comunale di Toledo l'8 novembre 1903.
Divenne membro dell'Agrupación Socialista Madrileña (il circolo socialista di Madrid) nel 1912. Nello stesso anno gli fu offerta la cattedra di Logica fondamentale presso la Facoltà di Filosofia e Lettere dell'Università di Madrid. Poco dopo, Besteiro divenne membro del Partito Socialista Operaio Spagnolo (PSOE) e del sindacato Unione Generale dei Lavoratori (UGT), di cui divenne uno dei responsabili. Nel 1913 sposò Dolores Cebrián, professoressa di fisica e scienze naturali presso la scuola magistrale di Toledo.
Nel 1917, dopo lo sciopero generale, Besteiro fu tra i tanti membri del comitato di sciopero processati a Madrid; fu condannato all'ergastolo. Dopo la sua liberazione nell'ambito di una campagna di amnistia, venne eletto membro del consiglio comunale di Madrid. 
L'anno seguente Besteiro fu eletto alle Cortes (il Parlamento spagnolo) come membro del Congresso dei Deputati per Madrid. Durante gli ultimi anni di vita di Pablo Iglesias, ammalato, Besteiro fu di fatto il capo-partito del PSOE, in quanto vicepresidente. 
Durante la dittatura di Miguel Primo de Rivera, Besteiro fu a favore della collaborazione dei socialisti con il regime, sostenendo che la democrazia parlamentare era un'istituzione borghese non necessaria alla classe lavoratrice, e che i lavoratori dovevano sfruttare ogni occasione per migliorare le loro condizioni. Primo de Rivera propose all'UGT di partecipare al governo del Paese. Nel 1925, con la morte di Pablo Iglesias, Besteiro fu eletto presidente del PSOE. L'accordo raggiunto a metà degli anni 1920 fu accolto dapprima in modo piuttosto positivo, ma nel PSOE aumentarono progressivamente i dissensi rispetto alla linea di Besteiro quando il regime di Primo de Rivera divenne sempre più impopolare durante la crisi economica dovuta alla Grande depressione.
A metà degli anni 1930 Besteiro era ormai rimasto politicamente solo nelle sue opinioni sulla collaborazione con il regime. Ad esse si opponeva il fronte repubblicano costituito dal Patto di San Sebastián. Besteiro fu contrario anche alla partecipazione dell'UGT allo sciopero generale del 15 dicembre 1930. Nel febbraio 1931, in una riunione congiunta del PSOE e dell'UGT, Besteiro si dimise dalla carica di presidente sia del partito sia del sindacato. Nel 1932 tuttavia, al congresso della UGT, Besteiro venne di nuovo eletto presidente.
Nonostante la perdita di consensi interna al partito, Besteiro fu inserito, in quota PSOE, nella lista della Conjunción Republicano-Socialista nelle elezioni municipali di Madrid del 12 aprile 1931. La vittoria della lista di sinistra sui monarchici fu schiacciante e Besteiro fu uno dei trenta consiglieri comunali eletti nelle file della coalizione, nel suo caso nel distretto di La Latina.

## Seconda Repubblica spagnola e la guerra civile

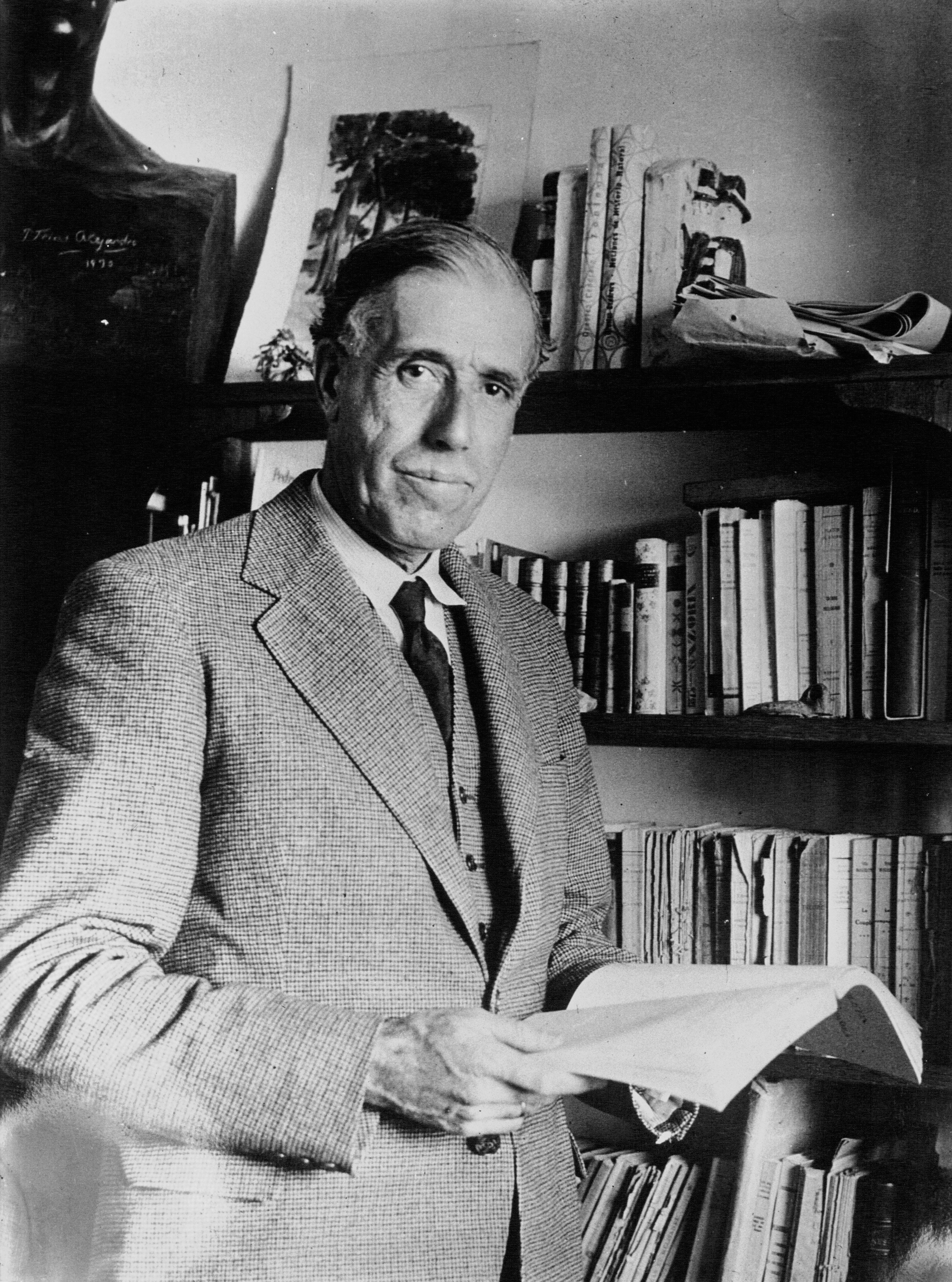
Julian Besteiro nel 1931

Ancora deputato alle Cortes Generales dopo l'istituzione della Seconda Repubblica spagnola nel 1931, Besteiro fu eletto Presidente delle Cortes, che erano considerate costituenti, cioè dotate del potere di scrivere una nuova costituzione. Il governo gli offrì prima l'incarico di delegato statale al CAMPSA, il monopolio statale della benzina, e poi quello di ambasciatore in Francia, entrambi da lui rifiutati. Durante il suo mandato come Presidente delle Cortes, le sue opinioni politiche sembrarono diventare più conservatrici. Nel gennaio 1934 si dimise nuovamente dalla carica di presidente dell'UGT.
Opponendosi alla radicalizzazione del movimento socialista, disapprovò la partecipazione dei socialisti alla rivolta armata dell'ottobre 1934. Nel febbraio 1936, nelle elezioni politiche vinte dal Fronte Popolare, Besteiro fu il candidato più votato a Madrid.
Durante questo periodo, Besteiro continuò a lavorare presso l'Università di Madrid come preside della Facoltà di Filosofia e Lettere, oltre a svolgere le sue funzioni di deputato al parlamento e consigliere comunale di Madrid. Dopo lo scoppio della guerra civile spagnola nel 1936, e contro le insistenze degli amici, si rifiutò di lasciare Madrid e andare in esilio. 
Manuel Azaña, il presidente della Repubblicano, scelse Besteiro come rappresentante per l'incoronazione del nuovo re britannico Giorgio VI a Londra il 12 maggio 1937. Besteiro riteneva che si trattasse di una missione di pace. Lì incontrò Sir Anthony Eden per chiedere aiuto alla Gran Bretagna per porre fine alla guerra, che vedeva l'intervento tedesco e russo delle parti opposte, ma non seguirono risultati significativi. Dopo il fallimento della sua missione a Londra, Besteiro tornò a lavorare nel consiglio comunale di Madrid, ma si ritirò dalla vita pubblica ufficiale. Smise di frequentare l'Agrupación Socialista Madrileña (la sezione madrilena del PSOE) e le riunioni dei gruppi parlamentari.
Con la notizia della caduta di Barcellona il 26 gennaio 1939 e le dimissioni di Azaña dalla carica di Presidente della Repubblica, Besteiro decise di impegnarsi per raggiungere la pace e porre fine alla resistenza. Dopo essere entrato in contatto con il colonnello Segismundo Casado, il 5 marzo Besteiro annunciò la creazione del Consiglio di Difesa Nazionale (Consejo Nacional de Defensa). La rivolta contro il governo di Juan Negrín e i suoi alleati del Partito Comunista di Spagna ebbe successo, al costo di quasi duemila morti.

## Morte
Dopo la caduta di Madrid in mano ai nazionalisti, il 28 marzo 1939, Besteiro venne arrestato dalle forze franchiste. L'8 luglio affrontò la corte marziale e fu condannato a trent'anni di prigione. Fu incarcerato prima nel monastero trappista di Dueñas, fino alla fine di agosto del 1939, per poi essere trasferito nel carcere di Carmona in Andalusia. Morì in prigione l'anno successivo. 
Fu sepolto nel Cementerio Civil di Madrid.